# いつかギラギラする日
『いつかギラギラする日』 は、1992年（平成4年）9月に公開された、日本のアクション映画である。深作欣二監督。

## 概要
1980年代は主に女性映画や文芸映画を撮ってきた深作欣二が、当時映画界の有力プロデューサーだった松竹の奥山和由と組んで、久しぶりにアクション映画に挑戦した作品である。製作は、日本テレビ放送網、バンダイ、松竹第一興行。配給は松竹。当初の予算は3億円ほどだったが、大量の車破壊、火薬の大量使用、銃撃シーンの多さから、製作費は11億円にまで膨張した。また興行成績もふるわなかった。キャッチコピーは「頭蓋骨まで熱くなる。」。
萩原健一、石橋蓮司、千葉真一ら演じるベテランギャング、木村一八演じる「強盗ネタを持ち込む野心家」、荻野目慶子演じる裏切り者との間で現金争奪戦が展開される。

## ストーリー
観光シーズンの洞爺湖。リゾートホテルの週末の売上金を札幌の銀行へ運ぶ現金輸送車が壮瞥町の郊外で襲われた。仕事に成功した犯人たちだが仲間割れに。鼻を潰された強盗<タタキ>のプロ、無軌道なロック青年とその恋人、ヤクザ組織に雇われたシャブ中の死神が絡んで悪党同士が殺し合うが、警察の圧倒的な機動力により包囲される。
仕事の度に手を組んでは、銀行強盗などを繰り返すギャングチームの神崎、井村、柴。ある日神崎と井村は柴から仕事を受け、北海道へ向かう。それは角町が持ち込んだ企画の現金輸送車強奪計画だった。4人は大胆な計画、暴走バイクを追いかける偽装白バイと偽装覆面パトカーを使って強奪に成功する。しかし肝心の現金は5千万しか入っていない。井村と角町はどうしても、緊急に5千万の現金を要していて、我が物にしようと仲間割れが……。

## メインキャスト
神崎：萩原健一
ギャングのボス。
角町：木村一八
函館のライブハウス刹那館のオーナー。
美里：多岐川裕美
神崎の女。
麻衣：荻野目慶子
柴の女。
井村：石橋蓮司
ギャングの一員。在日韓国人。
柴：千葉真一
ギャングの一員。

### その他のキャスト
- 樹木希林：井村の女房。
- 八名信夫：室蘭のヤクザ。角町に金を貸している。
- 安岡力也：靴屋の主人。裏では銃刀器の売人。
- 原田芳雄：「タッちゃん」と呼ばれる殺し屋。
- 六平直政：モグリの整形外科医。
- 真木洋子
- 木下ほうか
- 神尾直子
- 鈴木隆仁
- 賀川黒之助
- ジャクスン・ジョーカー

西沢正浩(vo)、篠崎辰也(g)、恩田快人(b)、梅澤康博(dr)

### 挿入歌
ジャクスン・ジョーカー
「WANDERER」　「DO OR DIE」
（アルバム『SHUFFLE AND DEAL』 インディーズレーベル(ACID HEAD) 1990年7月15日発売　AH-001 廃盤）
※「DO OR DIE」はアルバム『JACKS'N'JOKER』（発売元：BMGビクター 1990年12月5日発売　BVCR-24 廃盤）にも収録
「BAD FRIENDS」
（アルバム『INSIDE OUTLAW』 発売元：BMGビクター 1991年9月21日発売　BVCR-52 廃盤）
「FREEDOM LAND」
（シングル 発売元：BMGビクター 1990年11月21日発売　BVDR-23 廃盤）
※上記アルバム『JACKS'N'JOKER』にも収録
萩原健一
「ラストダンスは私に」（徳間ジャパンコミュニケーションズ 廃盤）
※上記CD『いつかギラギラする日　ミュージック・ファイル』にも収録

## スタッフ
- 製作者：奥山和由
- 企画:中川好久
- プロデュース:杉崎重美、鍋島壽夫、斉藤立太
- 監督：深作欣二
- 脚本：丸山昇一
- 撮影：浜田毅
- 美術：今村力
- 照明：渡邊孝一
- 整音：紅谷愃一
- 録音：信岡実
- 編集：川島章正
- 助監督：佐藤陸夫、初山恭洋、柏渕亘、松川貴志、菊地雄一
- 撮影応援：柳島克己、栢野直樹、図書紀芳
- 音楽：菱田吉美、小川尚子、長谷川智樹
- 選曲：石井ますみ
- 音響効果：斎藤昌利
- アクションコーディネーター：二家本辰巳
- スタント&アクション：アーバンアクターズ、ジャパンアクションクラブ
- カースタント：カースタントTA・KA
- ガンエフェクト：BIGSHOT
- 火薬効果：テイクワン
- 特殊メイク:織田尚、山木綾子
- 製作管理：片岡毅允生、木村博人
- 現像:東京現像所
- 宣伝協力:週刊ヤングジャンプ、WOWOW
- ロケ協力:室蘭市、函館市
- 製作協力：山田洋行ライトヴィジョン
- 製作:松竹第一興行、日本テレビ、バンダイ

## 製作

### 企画
1980年代後半、松竹の奥山和由が深作にアクション映画の企画を持ち込み、佐木隆三原作の『旅人たちの南十字星』、『その男、凶暴につき』の原型である『灼熱』、『怪人二十面相』などが企画されるも実現しなかった。そんな中で「どういうタイトルなら、いまの映画らしいか」という深作の問いかけに奥山が『いつかギラギラする日』を提案。奥山が角川と交渉してタイトルを譲渡してもらったのが本作となる。
奥山和由は『映画時報』1991年1月号の品田雄吉との対談で「深作監督とニューヨークのスラム街を舞台にした映画をやることが決定しました。ニューヨークの110番街は最多殺人発生地区で、黒人、白人の人種のルツボですが、そこのスラムの奥にマフィアお断り、暴力反対ということで一人の日本人探偵が住んでいるというのがドラマの設定なんです。深作監督にやってもらいたいのは『仁義なき戦い』なんですが、当時は広島のローカル色も面白かったし、実録という目新しさもあったけど、今のインターナショナルな世の中で、移動カメラ、ハンディカメラで走り回る画面として見たいのはニューヨークの裏側なんです（中略）『海燕ジョーの奇跡』が成功したのはフィリピンの一番汚い所を撮っているからなんです。汚いところでは人間はゴミみたいに生きているから、それをそのまますくい取ることが出来る、だから非常に危ない話ではあるけど、ニューヨークのスラム街にカメラを持ち込んで撮る作品になります。丸山昇一さんの脚本がやっとまとまってきました。大学を出て、家に帰れば、太った女房とうるさいガキがいるプエルトリコ系の警官が、職場ではみんなに尊敬され、黒人と白人が争ってはいかん。プエルトリコの俺だってここまできたではないかという彼が最後にハンデになっていく。それがまた深作さんらしいんですが、これがやっとやれるようになりました（中略）カナダのトロントの街並みがニューヨークにそっくりなんで、撮影はカナダがメインになりますが、スラムはニューヨークでやるつもりです。そこで力任せにクランクインしようと考えています」などと述べている。
実際に主人公のモデルになった赤いスポーツカーに乗った金髪長身の不良がいて、当時松竹の関係者がたむろしていた小料理屋の息子らしくそこからモデル像を描いた裏話がある。

### キャステング
本作の台本を受け取った主演俳優萩原健一は、深作欣二監督に「これ、Vシネマみたいだよ」と不満を述べたが、尊敬する深作監督との映画初仕事のため引受けることにしたという。
ヒロインを演じた荻野目慶子は愛人の河合義隆監督が自殺したスキャンダルから1年ぶりに本格復帰、それまで清純派で売ってきた荻野目の木村との全裸でのラブ・シーンも注目された。本作で荻野目は日本アカデミー賞助演女優賞を受賞。そして、本作の撮影期間中に監督の深作欣二と不倫関係に陥り、深作の逝去まで続いた。2002年には、本作の制作過程や深作との関係を詳述した『女優の夜』を上梓した。

### 撮影
北海道を舞台に爆破・カーチェイスを思う存分行った。北海道が舞台になっているが撮影当時、時期はずれの台風に襲われ、北海道のほかに神奈川県三崎漁港や木更津市でも撮影されている。
函館市でライブハウスシーンの撮影（実際は横浜の関内に会ったCLUB24yokohamaで撮影）に参加し、同名のまま劇中にも登場する実在のヘヴィメタルバンド「JACKS'N'JOKER」の恩田快人は、ファンである友人の付き添いでエキストラをしていたYUKIと知り合い、後にロックバンド「JUDY AND MARY」を結成した。

#### カーチェイス
当初は3億円の予算だったのが深作の粘りで4億8000万円となり、さらにパトカーを何十台も並べて壊すシーンのため車輌を買い取ることになり、最終的に約11億円の製作費になった。しかし興行的には当たらず、インタビュー本を作っていた映画評論家の山根貞男によると、深作はショックを受けたようだったという。さらに本作のために制作会社も1社倒産した。
萩原健一運転の国産車「テラノ」と、木村一八の赤い「ポンティアック・ファイヤーバード」の派手なカー・チェイスが物語の後半を盛り上げる。撮影のため、中古のテラノ2台、新車のファイヤーバード・コーベル2台（価格は1台約380万円）が用意されたが、全て全損壊させた。また八名信夫演じる「ヤクザの事務所の車」や、「大量のパトカー」がカー・アクションに使用され、修学旅行生が乗った国産「観光バス」も横転させた。「クラウン」がアクションに大量使用されているのが特徴であり、「現金輸送車」も追突破壊されている。なお、カーマニアのための映画ではなく、車の大量破壊、火薬の大量消費、多数の銃撃シーン、台風その他の理由による撮影遅延などで、予算は「11億円」に達してしまった。
ラスト、夜の港でのテラノVSパトカー20台のバトルで、路面を濡らしパトカーのヘッドライトやパトライトを路面に反射させて、倍の台数がいるように見せる手法は深作欣二のアイデアである。せっかく並べたパトカーの並べ直しや面倒な水撒き作業に、最初は渋々動いていた若手スタッフ達も、出来あがった映像を見て納得したという。
カー・アクションを担当したカースタントTA・KAの話によると、一番難しかった所はラスト、テラノで夜の海へ飛び込むシーンだったという（千葉県木更津港でのロケ）。通常、車は水の中へ飛び込んでも窓さえ閉まっていれば数分は浮かんでいる。しかし映画では、銃撃戦によってほとんどの窓が割られていたが、カメラワーク、照明を含め撮影は成功であった。

## 続編構想
1993年に「いつかギラギラする日2」として松竹から『非合法大陸』の製作が発表された。主演は岩城滉一と又野誠治だったが、発表の半年後に制作中止となった。北海道を舞台とした「マッドマックス」ばりのバイオレンスアクションであり、オートバイ専門誌「ミスターバイク」にてエキストラ募集の記事が掲載された。

## DVDリリースなど
CD『いつかギラギラする日　ミュージック・ファイル』 1994年12月21日発売
発売元：バップ VPCD-81082 廃盤
DVD『いつかギラギラする日』 2001年6月25日発売
発売元：バンダイビジュアル ASIN:B00005L82C
特典映像：特報・劇場予告編収録
VHS『いつかギラギラする日』 1993年5月20日発売
発売元：バンダイビジュアル　ASIN:B00005EFAB

## 同タイトルの別企画
この「いつかギラギラする日」というタイトルは、本来は全く内容の異なる内容の作品だった。
「仁義なき戦いシリーズ」によって、いわゆる「実録路線」が幕を開けた直後の1973年1月、東映社長の岡田茂（当時）により『実録・共産党』の企画が立ち上がる。「山谷の労働者にも分かる映画を作れ」をモットーとする岡田社長は、「坊主と政治はあかん」が口癖で、どちらも註文がうるさいためで、この二つをテーマをした映画を東映の企画会議でプロデューサーがプレゼンすると即座に却下した。ところが『仁義なき戦い』で「実録路線」という鉱脈を得たこと、1972年12月の衆議院総選挙で日本共産党が大都市圏で票を集め38議席を獲得、自民、社会に次ぐ第三党に躍進したこと、東宝が1973年に池田大作原作の『人間革命』を創価学会の大量動員でヒットさせたのを見て、同じように組織的動員が見込めるのは共産党ではないかと思い付き、企画部長の渡邊達人に「共産党の実録はどうや」と研究を指示、笠原和夫に共産党を題材にした脚本を書かせた。岡田は戦前の共産党ならアクション映画になると見込んでいた。しかし笠原は『あゝ決戦航空隊』にかかりきりで脚本が進まないため、被差別問題を綿密に調査するなど調べものに定評のある野波静雄を共作者に指名した。ドラマになるネタが意外になく脚本は難航し、『丹野セツ―革命運動に生きる』（1969年、丹野セツ述、山代巴・牧瀬菊枝編、勁草書房）を切り口にようやく脚本が進み、1974年夏に製作が決定、9月にクランクインし、シルバーウィーク公開と告知もされ、「渡辺政之輔と丹野セツの夫婦愛をそれにまつわる数々の事件を実録ものとして描く。渡辺政之輔役に菅原文太が決定、丹野セツ役は吉永小百合、栗原小巻に断られ、川口晶が最有力。日本共産党及び赤旗に動員面における協力を求めたが、いずれもドラマの主人公の思想が現在の日本共産党とは異なるとして協力を拒否された。笠原の脚本が遅れていることから場合によっては封切りを来年まわしにすることも検討中」などと報道された。笠原の脚本が丹野セツを中心とした共産党残虐史のような非常に暗い内容で、当時の社会情勢から共産党の映画が受け入れられる環境にあるかどうか、『山口組三代目』などとは本質的に違う問題もあり、岡田社長も二の足を踏み、いろいろ問題があると判断され延期された。「丹野セツ役は吉永小百合で決まり、共産党関係者の組織動員を見込んだものの、渡辺政之輔の描き方などを巡って共産党側と意見が割れ、窓口となる東映京都撮影所の労働組合の共産党員の委員長の了解が得られずに企画倒れとなった」とする文献も複数ある。山城新伍は、おおかた宮本顕治共産党委員長（当時）からのクレームかと思い、(山城は、『独占!男の時間』は、宮本の影響で打ち切られたことに対し宮本と日本共産党を恨んでいた。）岡田社長に「どうして止めるのか？」と聞いたら「代々木（共産党本部）が思ったよりキップ（前売り券）買わんのや」と言われたと話している。この笠原による脚本は、笠原と深作が相次いで没した直後の『映画芸術』2003年春号にて両名の追悼企画として初めて公刊された他、扶桑社刊『en-taxi』誌2005年秋号にも付録として収録された。
その後1976年、川口晶が社外秘である『実録・共産党』の脚本を入手し、当時昵懇だった角川春樹に「どうしても丹野セツ役をやりたい」と頼み込み、深作と笠原に角川が接近する。同年5月24日に東京プリンスホテルで行われた角川映画として初の製作発表では『犬神家の一族』に続く角川映画の第2弾として1977年に公開予定と発表もされていた。公開に当たっては笠原がノベライズして小説版も出し、東映が下請けで制作して東映洋画系での上映予定で、主演候補として川口晶や川谷拓三（深作は渡辺役に川谷を想定していた）の名前も挙がっていた。ただし、この時点でタイトルは『いつかギラギラする日』と改められていた。『報知新聞』1976年8月17日付の渡哲也を取材した記事に渡が「（1976年）9月からの撮影を予定している『やくざの墓場』（『やくざの墓場 くちなしの花』）の後、『いつかギラギラする日』（角川映画）の撮影に入る」と話したという記事が載る。後に角川はこの改題について「東映でのタイトルは『実録・共産党』。そのタイトルでは最初からやる気はなかったので、河野典生の小説名で気に入っていた『いつか、ギラギラする日々』をもらおうとしたんです」と語っており、内容的には全く無関係の河野の短編小説「いつか、ギラギラする日々」に因んだものであることを明かしているが、タイトル拝借に著作権法が及ばないにも拘わらず、日本推理作家協会の理事長だった佐野洋や河野本人から、角川へクレームがあったという。また角川は『俺たちに明日はない』や『明日に向って撃て!』のような映画にして欲しいと笠原に注文を出し、笠原は神波史男の助けを借り、アメリカン・ニューシネマに寄せる作業も行われた。具体的には「どこにでもいるような若者が、ちょっとイイ女の共産党員にちょっかいを出すうちに運動に巻きこまれてゆく」ストーリーに改められたとされる。しかし、そこまでしながら、すんなりと映画化とは行かなかった。角川からの要求が次第に多くなり、関東大震災に乗じた韓国人、共産党員の虐殺事件である亀戸事件を省き、明るく出来ないかなどと深作に提案した。笠原は亀戸事件をなくすのでは単なるアクション映画になると抵抗し紛糾し降板した。なお、この時期の『いつかギラギラする日』は、丹野セツ＝川口晶、渡辺政之輔＝渡哲也、徳田球一＝加藤武、九津見房子＝岩下志麻、渡辺テフ＝田中絹代、丹野一郎＝東野英治郎など、オールスターキャストが組まれていたという。
笠原が降板した後、深作が神波史男に声を掛け、後を継いだ神波は「どうにもならん」と、高見順の『いやな感じ』を元にした昭和初期のアナーキストを描く話を提案する。この提案に深作も「あれだ、『いやな感じ』や！」と応じ、角川の諒承も得て脚本化が進められた。神波による脚本は大原清秀の応援を得て完成し、角川側に提出された。しかし、ほどなく角川側から製作中止が伝えられることになる。その理由について神波は「あの森村誠一の『人間の証明』から始まり、横溝正史ものの一大キャンペーンに突入し、あっと言う間にギラギラは一転暗闇になってしまった」と書いている。一方、脚本に協力した大原は伝聞情報と断りつつ、脚本を読んだ角川が「おい、これはアナーキストの話じゃないか。こんなのはダメだ」と言い、その鶴の一声で製作中止になったと書いている。また大原は「そんなことは自分の会社の文庫に入っている高見順の原作を読めば分りそうなものであるが、角川春樹氏はどうも原作を読んでいなかった模様である」とも書いており、製作中止の責任は偏に角川側にあるという見解を示している。一方の角川は「企画が流れたのは、東映の営業トップだった鈴木常承から『題材の問題で上映できる劇場がない』と言われ、東映系の映画館で上映できず、単館上映の可能性が高くなったのでやめた」と発言している。なお、神波による脚本は、神波没後の追悼誌『映画芸術増刊号 ぼうふら脚本家神波史男の光芒：この悔しさに生きてゆくべし』（2012年12月）に初収録された。ストーリーは概ね高見順の原作に沿ったもので（ただし、原作の斎田慷堂を北一輝、北槻中尉を磯部浅一にするなど、より史実に即した内容に改められている）、そもそもの企画で主人公に想定されていた丹野セツや渡辺政之輔は一切登場しない。